# 1942 en Grèce
Chronologie de la Grèce
- 1938
- 1939
- 1940
- 1941
- 1942
- 1943
- 1944
- 1945
- 1946

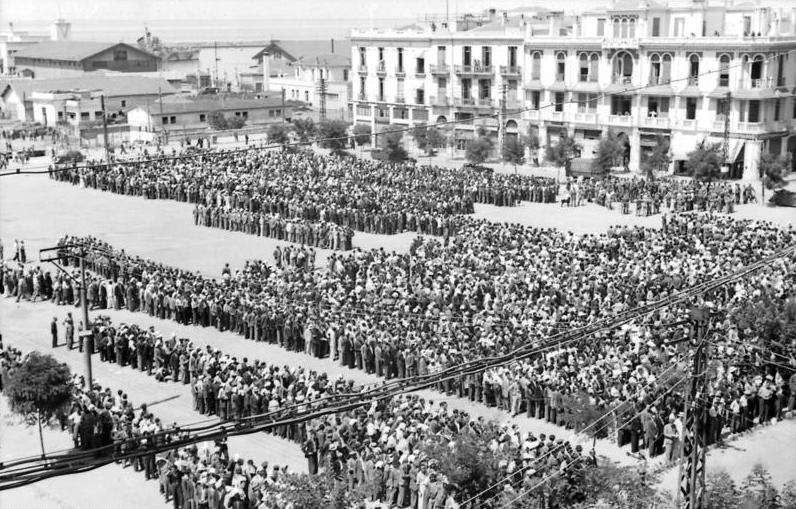
Enregistrement des Juifs pour le travail forcé à Thessalonique (juillet 1942).

Cette page concerne les évènements survenus en 1942 en Grèce  :

## Évènement
- État grec, régime fantoche et collaborateur mis en place par l'occupant nazi et fasciste (1941-1944)
- Grande Famine (1941-1944)
- juin : Opération Albumen
- 11 juillet : Rafle de la place Eleftherías à Thessalonique.
- 25 novembre : Opération Harling (en)
- 2 décembre : Konstantínos Logothetópoulos devient le deuxième Premier ministre du gouvernement collaborateur, succédant à Georgios Tsolakoglou.

## Création
- décembre : Armée populaire de libération nationale grecque
- Libération nationale et sociale

## Dissolution
- Organisation patriote socialiste hellénique
- Comité suprême de la lutte crétoise

## Sport
- Championnat panhellénique (1942-1943) (en) (football)

## Naissance
- Dimitri Bertsekas, mathématicien appliqué, ingénieur électricien et informaticien.
- Panagiótis Goúmas (uk), diplomate.
- Isaac Kapetas, rabbin.
- Dimítrios Kremastinós, député.
- Tónia Marketáki, journaliste, réalisatrice, scénariste, actrice, productrice et monteuse de films.
- Lilí Mavrokefálou, poétesse.
- Méma Stathopoúlou (el), actrice.

## Décès
- Nikólaos Balános, architecte.
- Anastásios Drívas (el), écrivain.
- Pavlos P. Kalligás (el), peintre.
- Geórgios Polymenákos, général, commandant-en-chef de l'armée lors de la campagne d'Asie mineure.